# Стулов, Юрий Евгеньевич
Юрий Евгеньевич Стулов (27 мая 1936, Москва — начало 1980-х) — советский футболист, защитник, полузащитник. Тренер.
Начал играть в футбол в 1950 году в детской команде московского «Спартака». В середине 1950-х годов переехал на Украину. В 1956 году играл в первенстве республики за «Энергию» Осипенко, в 1957 году был в составе «Металлурга» Запорожье в классе «Б». Первую половину следующего сезона провёл в составе команды класса «А» «Шахтёр» Сталино, в середине года поступил в Ташкентский институт физической культуры; до 1959 года играл за «Трудовые резервы» Ташкент в классе «Б», был капитаном команды. В 1960—1964 годах играл на позиции правого защитника за «Кайрат» Алма-Ата, провёл в чемпионате 135 матчей, забил три гола.
В 1969 году работал старшим тренером «Торпедо» Кокчетав. В конце 1970-х годов работал футбольным тренером в Запорожье. 
Скончался от перитонита в возрасте сорока с небольшим лет.